# 東濃鉄道キハ20形気動車
東濃鉄道キハ20形気動車（とうのうてつどうキハ20がたきどうしゃ）は、かつて東濃鉄道駄知線・笠原線で使用されていた気動車である。
キハ23の1両のみ存在した。なお、番号の23は21・22が欠番ということではなく、2は形式のキハ20形、3は駄知鉄道の気動車の3号機という意味で、キハ1・キハ12との連番である。

## 概要
駄知鉄道が1933年（昭和8年）に導入した半鋼製日本車輌製のガソリンカーで、偏心動台車と付随台車をもつボギー車（機械式）である。両側には鮮魚台（バケット）が設置されている。ガソリンエンジンはウォーケシャ6SRL (79ps) を搭載していた。
ガソリン不足のため、1941年（昭和16年）8月には木炭ガス発生装置を搭載する。1944年（昭和19年）に東濃鉄道が発足した後も引き続き駄知線で運用された。
1949年（昭和24年）に木炭ガス発生装置が撤去され、再びガソリンカーとなるが、翌1950年（昭和25年）に駄知線が電化されると休車となると、機関をディーゼルエンジン・三菱DB5L機関 (105ps) に換装し、1952年（昭和27年）より笠原線に転属となり、1971年（昭和46年）6月13日の笠原線の旅客鉄道営業休止まで運用された。

## 主要諸元
- 全長：11,884mm
- 全幅：2,640mm
- 全高：3,525mm
- 自重：13.5t
- 定員：60名（座席30名）
- 走行装置
  - 機関：三菱DB5L 105PS/1500rpm（換装後）
  - 変速機：機械式